# Septembre 1910

## Événements
- Première utilisation d'avions en condition de combat dans l'armée française à l'occasion de manœuvres en Picardie.

- 6 - 11 septembre : congrès eucharistique de Montréal

- 23 septembre : Jorge Chavez Dartnell franchit les Alpes en monoplan « Blériot » entre la Suisse et l'Italie (de Brigue à Domodossola). Il se blesse à l'atterrissage et meurt le 27 septembre des suites de ces blessures.

- 26 septembre : Alors qu'ils participent au prix de l’Automobile-Club et au prix du conseil municipal de Paris, les aviateurs Mahieu et Loridan se crashent respectivement à la Fère et à Saint-Quentin[1]. Mahieu retentera sa chance dans le prix de l’Automobile-Club, le 29 octobre 1910, mais une nouvelle fois, ce sera un échec, son aéroplane lui faisant défaut[2].

- 27 septembre : le Français Hubert Latham atteint en avion la vitesse de 110 km/h.

- 28 septembre :
  - à Séville (Espagne), alternative de Isidoro Martí Fernando dit « Flores », matador espagnol;
  - le Français Tabuteau effectue le premier survol des Pyrénées, reliant Biarritz et Saint-Sébastien.

## Naissances
- 1er septembre :
  - Edda Ciano, fille aînée de l'homme politique italien Benito Mussolini († 9 avril 1995).
  - Victoriano de La Serna, matador espagnol († 22 mai 1981).
- 2 septembre : Madeleine Barbulée, comédienne († 2001).
- 3 septembre : Maurice Papon, fonctionnaire, homme politique français († 17 février 2007).
- 8 septembre : Jean-Louis Barrault, comédien, metteur en scène et directeur de théâtre français († 22 janvier 1994).
- 10 septembre : Franz Hengsbach, cardinal allemand, évêque d'Essen († 24 juin 1991).
- 14 septembre :
  - Gaston Defferre, homme politique français, maire de Marseille de 1944 à 1945 puis de 1953 à 1986, plusieurs fois ministre, député et sénateur († 7 mai 1986).
  - Jack Hawkins, acteur et producteur britannique († 18 juillet 1973).
  - Rolf Liebermann, musicien, compositeur, chef d'orchestre, metteur en scène et producteur suisse († 2 janvier 1999).
  - Egida Giordani Sartori, claveciniste et professeure de musique classique italienne († 30 juillet 1999).
  - Bernard Adolph Schriever, général de l'armée de l'air des États-Unis († 20 juin 2005).
  - Daniel Tinayre, scénariste, producteur et réalisateur argentin d'origine française († 24 octobre 1994).
- 18 septembre : Fernand Sardou, chansonnier, comédien français, père de Michel Sardou († 31 janvier 1976)
- 28 septembre : Diosdado Macapagal, homme politique philippins, ancien Président de Philippines († 21 avril 1997).

## Décès
- 2 septembre :
  - Hector Fabre, journaliste et sénateur.
  - Henri (le Douanier) Rousseau, peintre français (° 21 mai 1844).
- 7 septembre :
  - William Holman Hunt, peintre britannique (° 2 avril 1827).
  - Pepete (José Gallego Mateo), matador espagnol (° 19 mars 1883).